# Municipio de Holmes (Míchigan)
El municipio de Holmes (en inglés: Holmes Township) es un municipio ubicado en el condado de Menominee en el estado estadounidense de Míchigan. En el año 2010 tenía una población de 335 habitantes y una densidad poblacional de 1,79 personas por km².

## Geografía
El municipio de Holmes se encuentra ubicado en las coordenadas 45°31′31″N 87°44′4″O / 45.52528, -87.73444. Según la Oficina del Censo de los Estados Unidos, el municipio tiene una superficie total de 187.61 km², de la cual 184,85 km² corresponden a tierra firme y (1,47 %) 2,76 km² es agua.

## Demografía
Según el censo de 2010, había 335 personas residiendo en el municipio de Holmes. La densidad de población era de 1,79 hab./km². De los 335 habitantes, el municipio de Holmes estaba compuesto por el 97,01 % blancos, el 0,6 % eran afroamericanos, el 0,3 % eran amerindios, el 0,6 % eran asiáticos y el 1,49 % eran de una mezcla de razas. Del total de la población el 0,3 % eran hispanos o latinos de cualquier raza.